# В поисках кошки
«В поисках кошки» (фр. Chacun cherche son chat) — французский художественный фильм 1996 года, поставленный кинорежиссёром Седриком Клапишем, рассказывающий о повседневной жизни обитателей 11-го округа Парижа. Производство теле- и кинокомпаний «Canal+», «France 2 Cinéma» и «Vertigo Productions».
В официальный кинопрокат в России фильм не выходил, и его название (фр. Chacun cherche son chat) обычно переводится как «Каждый ищет свою кошку» или «Каждый ищет своего кота». Во время Дней Седрика Клапиша в Санкт-Петербурге, проходивших 4—5 апреля 2003 года, фильм был показан в русском переводе под названием «В поисках кошки».

## Сюжет
Париж, 1995 год.
Девушка по имени Клоэ хочет на несколько дней уехать в отпуск к морю, и ей нужно отдать кому-то на попечение своего чёрного кота по кличке Гри-Гри. После нескольких безуспешных попыток она находит в квартале старушку Рене, которая присматривает за животными, и поручает ей кота. Однако, вернувшись, она обнаруживает, что кот пропал, когда на кухне у старушки было открыто окно. Вероятно, он выскочил на крышу и убежал. Расстроенная Клоэ начинает поиски кота при помощи своих друзей. Старушка Рене тоже «ставит на уши» всю округу, в результате чего Клоэ знакомится со многими соседями, мимо которых она раньше проходила, не замечая их.
Тем временем у самой Клоэ на работе в модельном агентстве и в личной жизни происходят разные смешные и драматичные события. Однако в итоге ей удаётся найти и своего кота, и даже свою любовь.

## В ролях
- Гаранс Клавель — Клоэ
- Зинедин Суалем — Джамель
- Рене Ле Калм — мадам Рене
- Оливер Пи — Мишель
- Эстель Ларривас — Фло
- Симон Абкарян — Карлос
- Ромен Дюрис — парень-ударник
- Джоэль Бриссо — сосед-художник Бельканто
- Эрик Эбони — столяр
- Хиам Аббасс — женщина

В фильме занято множество непрофессиональных актёров.
Сам Седрик Клапиш сыграл в фильме небольшое камео — прохожего, который видит на заборе объявление о пропаже кота и говорит: «Во всяком случае, я не люблю кошек» (фр. de toute façon, j’aime pas les chats).

## Съёмочная группа
- Режиссёр: Седрик Клапиш
- Сценарист: Седрик Клапиш
- Оператор: Бенуа Дельомм
- Монтажёр: Франсин Сандберг
- Художник: Франсуа Эмманюэлли
- Костюмы: Пьер-Ив Гайро
- Звук: Доминик Дальмассо

## Саундтрек
- Ceux qui marchent debout — Food for love
- Frédéric Chopin — Nocturne n°1 en si bémol
- Freak Power — My heart sings
- Freak Power — Big Time
- Bheki Mseleku — The sun race arise
- Bonga — Mona Ki Ngl Xica
- Guru — Life saver
- Bushman — Na hunter
- Ricardo Ray & Bobby Cruz — Richie’s jala jala
- Big Brother Hakim — Hala James
- Metralon — Seduction Part 1
- Claude Debussy — Sonate pour flûte, violon et harpe
- Daphreephunkateerz — Nuphunk
- Au P'tit Bonheur — J’veux du soleil
- Daddy Yod — Faut pas taper la doudou
- Portishead — Glory Box

## История создания
Первоначально фильм задумывался как короткометражный и предназначался для киноальманаха, показывающего Париж глазами нескольких французских режиссёров.
Фильм целиком снимался в 11-м округе Парижа, который в то время переживал реконструкцию. Многие сцены в фильме происходят на фоне подъёмных кранов, строительных лесов и котлованов. Седрик Клапиш так описывал своё ощущение от работы над картиной:
Когда я работал над фильмом «Каждый ищет свою кошку», я снимал реконструкцию квартала Бастилии, но я не ностальгировал по уходящему «старому Парижу». Это также не было попыткой превознести новый, более современный, буржуазный и модный Париж. Я всего лишь старался показать, что оба эти «Парижа» совсем не обязательно противостоят друг другу, но сосуществуют, и именно это непосредственное соседство и делает город таким богатым… Сегодняшний Париж это и не Лувр, и не музей на набережной Бранли, это они вместе. Мне нравится эта ассоциация, тот факт, что Париж соединяет в себе и историю и авангард. Сегодня район Марэ это смесь архитектуры XVII века, еврейского квартала, отчасти китайского квартала и модного центра с дизайнерскими бутиками. Его неповторимый облик формируют все эти напластования…
Действие в фильме происходит неподалёку от площади Бастилии, а в одной из сцен героиня видит себя во сне наверху Июльской колонны. Одной из ярких достопримечательностей квартала после выхода фильма стало «Поз Кафе» на улице Шарон, 41, в котором происходит несколько встреч персонажей. Также одной из повторяющихся тем в фильме является разрушение старого здания католического храма Богоматери Надежды (фр. Notre-Dame de l’Esperance) на улице Рокетт, вместо которого впоследствии было выстроено современное здание.
В фильме несколько сцен происходят в модельном агентстве, где главная героиня работает гримёршей. Седрик Клапиш утверждал, что одним из источников вдохновения для его фильма послужила фотография Хельмута Ньютона с изображением маленькой гримёрши, накладывающей макияж огромной манекенщице в меховом манто.
Картина Клапиша типологически сходна с другой известной французской лентой — «Амели». В обеих действие происходит в Париже, главная героиня — девушка, ищущая свою любовь, причём в каждой из них героиня в ходе поисков знакомится со многими людьми своего квартала (в случае «Амели» это Монмартр); ср. термин «фильм о квартале» (quartier movie), используемый в кинокритике.

## Награды
- Премия ФИПРЕССИ (программа «Панорама») на Берлинском кинофестивале (1996)
- Гран-при в области кино Фонда Предпринимательства Мартини и Росси
- Гаранс Клавель — номинация в конкурсе Сезар как самая многообещающая актриса (1997)

## Ремейк
В 1997 году фильм достаточно успешно прошёл в американском кинопрокате под названием When The Cat’s Away (с англ. — «Когда кота нет»). Кинокомпания «Мирамакс» выкупила права на ремейк картины, и был написан сценарий нового фильма под тем же названием, в котором главная героиня, дизайнер по интерьеру, переживает разрыв с молодым человеком и теряет своего кота. Действие фильма должно было происходить в «маленькой Италии», одном из кварталов Нью-Йорка.
Режиссёром фильма назначили Брэда Андерсона, он же был одним из авторов сценария.
Съёмки были запланированы на 2000 год, выход фильма — на 2001. На главную роль утвердили актрису Хизер Грэм. Однако из-за творческих разногласий Брэд Андерсон покинул проект.